# AMD Am9080
Am8086
L'Am9080 est un microprocesseur 8 bits fabriqué par AMD. Il a été initialement produit sans licence comme un clone de l'Intel 8080. En 1976, un accord a été conclu avec Intel pour le fabriquer. Les premières versions de l'Am9080 ont été disponibles en avril 1974. Ce processeur fonctionne à une vitesse de 2 MHz.